# 김태현 (2001년)
김태현(2001년 12월 21일 ~ )은 대한민국의 전 축구 선수이며, 포지션은 미드필더였다.